# سارق الأبد
سارق الأبد (بالإنجليزية: The Thief of Always)‏ رواية للكاتب كلايف باركر يمكن تصنيفها على أنها رواية للأطفال أو هي تنتمي لأدب الفانتازيا أو الرعب، صدرات عام 1992 ، وصدرت باللغة العربية عام 2006 عن دار ليلى للنشر. موضوع الرواية عن ولد صغير يتم التغرير به ليدخل بمحض إرادته عالماً كل يوم من أيامه يضم فصول السنة الأربعة، ويتحكم في البيت شيء غامض مخيف يحرك الأحداث من وراء الستار.